# 陈端志
陈端志（？—？）：又名陈光辉，上海金山人。日本庆应义塾大学毕业，南社成员。著名历史学家、博物学家、教育家。

## 生平
曾任国民政府社会部秘书、中国青年工读团团长、中国青年工读团建村农学院院长。
上海新亚中学校长。

## 著作
《五四运动之史的评价》、《博物馆学通论》、《抗战与社会问题》、《教育改制与工读教育》、《现代社会科学讲话》等。

## 家庭
陈端志是著名围棋大师陈祖德和著名报告文学作家陈祖芬的外祖父。